# Landsmannschaft Zaringia Heidelberg
 (juillet 2022).
Le contenu est difficilement compréhensible vu les erreurs de traduction, qui sont peut-être dues à l'utilisation d'un logiciel de traduction automatique.
La Landsmannschaft Zaringia Heidelberg est une association étudiante obligatoire et colorée dans le Coburger Convent. C'est une association d'étudiants et diplômés.

## Nom
Zaringia est la forme latinisée du nom de la dynastie princière des Zähringen. Le nom complet du Landsmannschaft Zaringia est « Landsmannschaft Zaringia Heidelberg vereinigt mit Vandalia Breslau zu Heidelberg im Coburger Convent der Akademischen Landsmannschaften und Turnerschaften an deutschen Hochschulen ». Les membres, comme toute la société, sont appelés Die Zähringer.

## Anneau d'arme
Le duel de mensur est mené dans le cercle d'armes du groupe d'intérêt de Heidelberg pour les connexions obligatoires (Heidelberger Interessengemeinschaft der schlagenden Verbindungen (HIG)). La spécialité du deuxième Mensur est qu'il doit être combattu « en profondeur ». Si un Mensur ne peut pas être trouvé dans le HIG, un Mensur en dehors de celui-ci est recherché en raison de son appartenance au groupe de travail Andernach, ce qui signifie que Mensur avec des connexions Kösener Senioren-Convents-Verband est battu.
La devise est : « Amico pectus, hosti frontem » ! (Français: "La poitrine de l'ami, le front de l'ennemi!")

## Couleur et armoiries

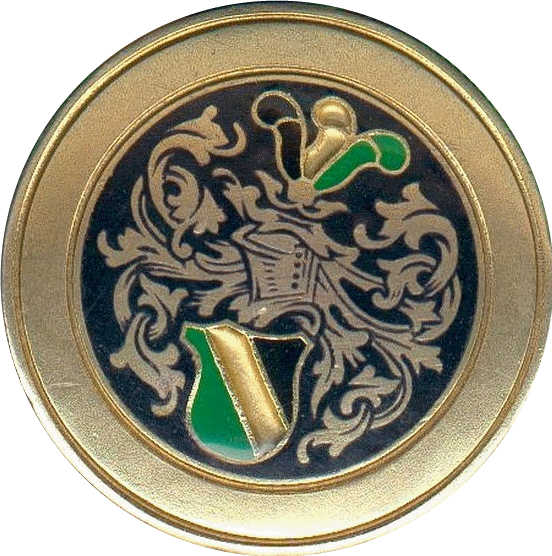
Bouton de ruban L! Zaringia.

La Zaringia Landsmannschaft porte les couleurs noir, or et vert inspirées des armoiries de la ville de Heidelberg, avec les bords cousus avec un fil d'or métallique, appelé « percussions », comme Burschenband. Le « Fuchsband » est or et vert, également avec des percussions en or. Les Zähringer portent un chapeau d'étudiant vert Obscurité au format Heidelberg avec du noir, de l'or et du vert.

## Maison Zähringer
D'abord, en 1898, seul le premier étage de ce qui s'appelait « Diemerei » était loué comme une constante. En tant que maison d'entreprise, la maison du Schloßberg 9 dans la vieille ville de Heidelberg appartient à la Landsmannschaft Zaringia Heidelberg depuis 1919. Il accueille 7 chambres actives. En 2014, des rénovations principalement de la façade extérieure ont été achevées pour environ 1,3 million d'euros

## Relations extérieures
L! Zaringia fait partie de la Triple Alliance avec l'association « Spandovia » à Berlin et l'association « Darmstadtia » à Gießen au sein du Coburger Convent der akademischen Landsmannschaften und Turnerschaften.

## Historique
L'actuel Landsmannschaft Zaringia Heidelberg est sorti d'une fusion de la Zaringia originale avec les connexions aux Landsmannschaft Chérusques et Landsmannschaft Vandales.

## Origines

### Zaringia Heidelberg
Le nom de l'association est la famille noble des Zähringen. Zaringia a été fondée au semestre d'hiver 1882/83 sous le nom de Tischgesellschaft Pfalz-Kraichgau dans le Heidelberg Essighaus. Le 8 février 1888, le Kraichgauer Gesellschaft a été établi sous le nom « Zaringia » comme une connexion battante avec les couleurs rouge-blanche, rouge-Lumière bleus, où se trouvent dans 1903, ils sont devenus membre du Coburg Landsmannschafter Convent.

### Cheruskia Heidelberg
Les Chérusques sont nés de la « Nouvelle Association philologique », qui a été constituée le 19 novembre 1880. En 1888, les couleurs rouge-noir-or ont été choisis et en 1894 le nom « Cheruskia » a été adopté. Depuis le semestre d'été de 1904, ils se sont appelés « Association scientifique Cheruskia ». Les premières Mensur furent battues à partir de 1906, deux ans plus tard il fut décidé de la transformer en une Landsmannschaft aux couleurs de la ville de Heidelberg noir, or, vert et un vert cap ; encore un an plus tard, il a été accepté dans le Coburg Landsmannschafter Convent.

### Vandalia Breslau
En tant qu'« association pharmaceutique » d'origine de l'Université de Wrocław, Vandalia est également passée d'une association scientifique à une association d'étudiants en armement. Fondée en 1859, l'association sollicite rapidement le statut d'association étudiante aux couleurs bleu-rouge-vert. En 1887, le nom « Vandalia » est adopté et l'association est créée. Quatre ans plus tard, il a été accepté dans le Coburg Landsmannschafter Convent. Peu avant 1914, les couleurs ont été changées et à partir de là, ils portaient bleu-rouge-blanc rubans, un vert un percussion exposé.

### Fusions
La Landsmannschaft Vandalia a fusionné en 1925 avec l'Association académique allemande Baltia. La percussion désormais jaune de la Landsmannschaft Vandalia et la croix baltique, qui a été ajoutée aux armoiries fédérales, étaient considérées comme être les signes de la fusion.
La Landsmannschaft Zaringia Heidelberg et la Landsmannschaft Cheruskia ont fusionné à Heidelberg en 1919. La Zaringia blanche est devenue la verte, car la nouvelle alliance a repris le ruban et la casquette ainsi que la date de fondation et la chanson d'alliance de l'ancienne Landsmannschaft Cheruskia. Au semestre d'été 1919, la nouvelle Landsmannschaft acquit la maison du Schloßberg 9, au premier étage de laquelle Zaringia, en tant que locataire de longue date, avait déjà joui d'un droit de résidence pendant plus de deux décennies et qui appartient toujours à la Zaringia à ce jour.
La Landsmannschaft Vandalia, qui avait emménagé dans sa deuxième maison à Breslau quelques années plus tôt, se dissout en 1936, tout comme la Landsmannschaft Zaringia en Heidelberg, afin de ne pas avoir à adhérer à la Nationalsozialistischer Deutscher Studentenbund. Afin de pouvoir survivre, les deux groupes ont ouvert leurs maisons à une camaraderie national-socialiste (à Heidelberg, cela s'appelait « Kurpfalz », à Breslau « Lützow «).
Après leur première rencontre en mai 1948, le 90e anniversaire de la fondation a été célébré un an plus tard à Heidelberg, qui allait devenir le nouveau siège de la Landsmannschaft Vandalia-Breslau zu Heidelberg. Dans le même temps, Zaringia a également été reconstituée. Là aussi, il y avait eu une campagne de collecte similaire, afin de tenter un nouveau départ.
Les Landsmannschaft Zaringia et Landsmannschaft Vandalia ont passé les années depuis 1949 à proximité. La Landsmannschaft Vandalia a d'abord acquis sa troisième maison d'entreprise sur la Handschuhsheimer Landstrasse à Heidelberg en 1955. Les relations étroites entre les deux fraternités ont finalement abouti à une fusion, qui a été réalisée le 22 octobre 1983, à un Commission mixte. Depuis lors, les anciens vandales Landsmannschaft portent les couleurs et les chapeaux de Zaringia dans leur ancienne teinte.

## Littérature
- Gerhart Berger, Detlev Aurand: ...Weiland Bursch zu Heidelberg... Eine Festschrift der Heidelberger Korporationen zur 600-Jahr-Feier der Ruperto Carola. Heidelberg 1986, S. 162–164.
- Max Lindemann : Handbuch der Deutschen Landsmannschaft. 10. Aufl., Berlin 1925, S. 209–210.
- Tillmann Bechert: 110 Jahre Zaringia. 1880–1990. Eine Chronik in Bildern, Texten und Dokumenten. Heidelberg 1990.
- Willy Schubert (Hrsg.) : 140 Jahre Vandalia Breslau. Geschichte und Geschichten um die Landsmannschaft Vandalia Breslau. Heidelberg 1999.